# 을병연행록
《을병연행록》(乙丙燕行錄)은 조선 후기 북학파의 선구적 학자 홍대용이 영조 41년(1765년) 겨울부터 1776년 봄까지, 작은아버지 홍익이 청나라에 갈 때 연행사의 일행, 군관으로 수행하면서 한글로 쓴 사행일기(기행문)이다.